# (21633) Hsingpenyuan
(21633) Hsingpenyuan (1999 NW11) – planetoida z pasa głównego asteroid okrążająca Słońce w ciągu 3,64 lat w średniej odległości 2,36 j.a. Odkryta 13 lipca 1999 roku.